# Patrik Henzel
Patrik Henzel, född 12 september 1965 i Tjeckoslovakien, död 10 juni 2020, var en svensk musiker.

## Musik
Patrik Henzel var under 1980-talet med i syntgruppen Nasa tillsammans med Martin Thors och Jonas Zachrisson. Gruppen släppte två album innan den splittrades men återförenades i slutet på 1990-talet och släppte ett tredje album. Tillsammans med Thors släppte Henzel 1990 albumet Musik under gruppnamnet Henzel & Thors. 
Henzel skrev låtar åt andra artister, bland annat Razor tongue åt Méndez, Värsta schlagern åt Markoolio och Linda Bengtzing och VM-guld 2002 åt Martin Svensson.

## Familj
Patrik Henzel hade två barn och var bror till skådespelaren Dominik Henzel.

## Diskografi

### Nasa
- 1985 – Power Of The Century
- 1986 – In The Mist Of Time
- 1999 – Remembering The Future

### Henzel & Thors
- 1990 – Musik